# Rupert Sanders

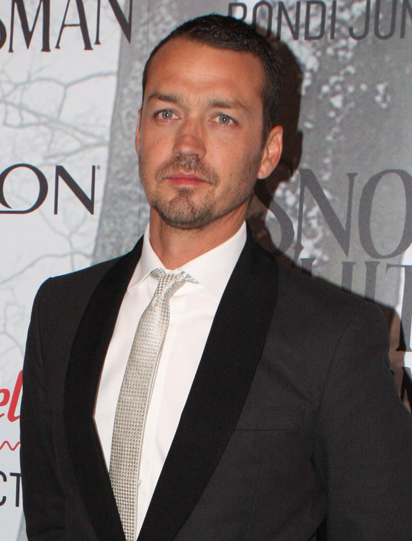
Sanders na estreia de Branca de Neve e o Caçador em Sydney, Austrália (2012)

Rupert Miles Sanders (Londres, 16 de março de 1971) é um diretor de cinema britânico nascido na Inglaterra.

## Biografia
Filho mais velho de Thalia Garlick e Michael Sander, Sanders é casado com a modelo Liberty Ross. O casal tem dois filhos,Skyle e Tennyson e atualmente moram na California.
Sanders nasceu em Westminster, Londres, filho mais velho de Thalia (nascida Garlick) e do oftalmologista Michael Sanders. Depois de um ano de fundação na Kingston School of Art, ele se formou em design gráfico na Central St Martins.

## Carreira
Sanders foi o diretor de inúmeras propagandas de televisão, incluindo o Halo 3: ODST, o qual proporcionou a ele dois leões de ouro no festival de Publicidade de Cannes. Seu primeiro trabalho como diretor de filme foi o filme Branca de Neve e o Caçador, que teve sua estréia no dia 1° de junho de 2012 no Brasil.
Seu primeiro longa-metragem foi Branca de Neve e o Caçador, lançado em 2012, que arrecadou mais de $396 milhões globalmente. Depois de recusar a direção de Piratas do Caribe 5, Sanders dirigiu a adaptação cinematográfica de Ghost in the Shell (2017), estrelada por Scarlett Johansson. Embora tenha manifestado interesse em uma sequência, o fracasso nas bilheterias impediu o projeto de avançar.
Em 2018, foi anunciado que ele dirigiria Rub & Tug, mas o projeto enfrentou críticas quando Johansson desistiu do papel após protestos da comunidade transgênero. Em 2024, ele dirigiu o reboot de The Crow, estrelado por Bill Skarsgård.